# الجامعة الأمريكية في دبي

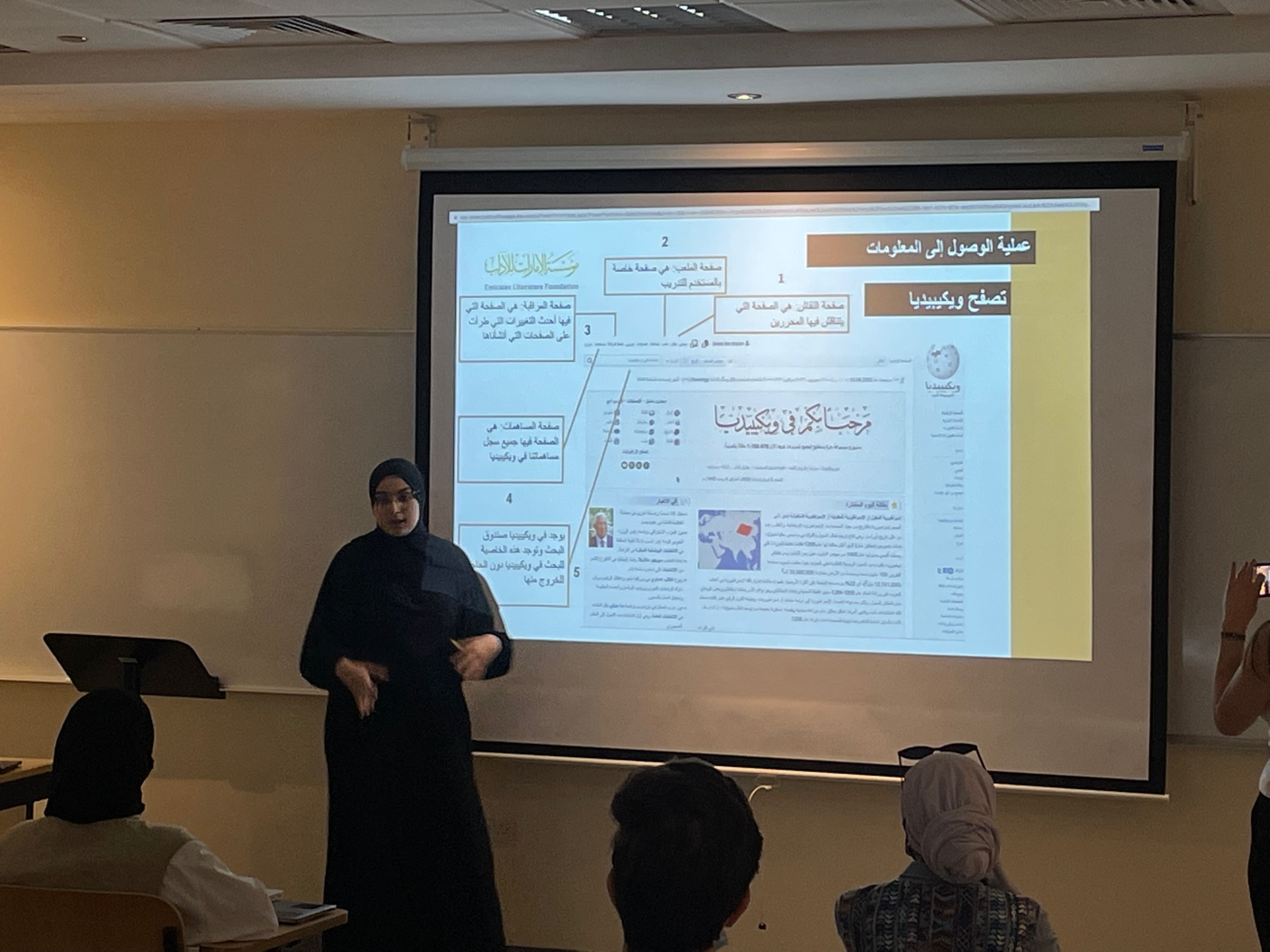
جلسات تدريب في الجامعة الأمريكية في دبي

الجامعة الأمريكية في دبي هي مؤسسة تعليمية خاصة تقع في الإمارات، تحديداً في مدينة دبي للإعلام. وتُعتبر من أولى الجامعات الخاصة في الإمارات. تأسست في 1995، وتُعتبر امتداداً للجامعة الأمريكية العالمية بأطلانطا في ولاية جورجيا الأمريكية (بالإنجليزية: American InterContinental University). والرئيس المؤقت للجامعة هو د. لانس دي ماسي، والذي كان قد رأس الجامعة قبل 2018 لمدّة 21 عاماً ، ونائبها هو إلياس بو صعب، لبناني الجنسية.
تُعتبر الجامعة من إحدى الجامعات الأعلى في التصنيف، ومن الطراز الأمريكي والتي تستقبل طلّاب من عدد هائل من مختلف البلدان والثقافات وهي جامعة معتمدة من الإمارات وولايات المتحدّة الأمريكية. واُعتبرت الجامعة، منذ تأسيسها، في صدارة مشهد التعليم العالي الأمريكي في الإمارات، كونها تقدّم تعليماً عالمياً بفضل مجتمعها المتنوّع ومتعدد الثقافات، وحرمها الجامعي الذي يقع في دبي، والتي تُعتبر واحدة من أكثر مدن العالم تنوّعاً.
وكانت الجامعة قد احتلت المرتبة الأولى ضمن تصنيف (كيو إس) العالميّ للجامعات في 2019، وصنفتها مجلة (تايمز) كأفضلِ جامعة في الإمارات حيث قابلية توظيف خريجيها.
وحتّى الآن، خرجّت الجامعة 26 دفعة، حيث شهد سمو الشيخ منصور بن محمد آل راشد آل مكتوم، رئيس مجلس دبي الرياضي الحفل السادس والعشرين الذي أقيم في ال16 مايو 2023.

## كليّات
تشمل الجامعة الأمريكية في دبي عدداً من البرامج الدراسية والتي توّفر شهادة الباكلوريوس العليا. وتتضمن البرامج تخصصات علميّة، وأدبيّة، وإعلاميّة في اللغتين الإنجليزية والعربيّة.
ومن كليّات الجامعة:
- كلية إدارة الأعمال
- كلية الهندسة
- كلية محمد بن راشد للإعلام
- كلية الفنون والعمارة
- كلية التعليم
- كلية الفنون والعلوم

### برامِجِها للماجستير[9]
وتوفر أيضاً برامج دراسية للماجستير، والتي تتضمن
- الماجستير في الفنون: الإدارة والابتكار في زمنِ الإعلام الحديث
- الماجستير في التعليم
- الماجستير في الفنون: الشؤون الدولية
- الماجستير في إدارة الأعمال
- الماجستير في الإدارة التنفيذية في بإدارة الأعمال
- الماجستير في العلوم: إدارة البناء
- الماجستير في الفنون: الحقوق الفكريّة وإدارة الابتكار
- الماجستير في التصميم الحضري والبيئة الفضائيّة

## إدارة الجامعة
يملكُ رئيس الجامعة الأمريكية بدبي، د. لانس دي ماسي، خبرة تدريس أكاديميّ تمتد لأكثر 23 عاماً في الجامعة الأمريكية في دبي، وكان قد ترأس الجامعة لـمدة 21 عاماً من هذه الفترة، لحين أن استقال في 2018 وقبل دعوة الرئاسة المؤقتة من الهيئة الإدارية في 2023.
ويحمل ماسي درجة البكالوريوس في الفنون (اللغة الإسبانيّة)، ودرجة الماجستير في الفنون (اللغة والأدب الإسبانيّ)، ودرجة الماجستير في إدارة الأعمال (التسويق). وحاز على الدرجتين الأخيرتين من جامعة إنديانا، حيث كان في منتصف السبعينيات محاضراً مشاركاً.
ومن جهته، أمضى نائب الرئيس التنفيذي في الجامعة، إلياس بو صعب، أكثر من عقدين في منصبه. وكان قد كسب خبرة شاملة وواسعة في التعليم العالي الدولي، إذ عمل في مختلف الأماكن وأسس مؤسسات وبرامج تعليمية حديثة بالإضافة إلى منح دراسية، خلال عقد اتفاقيات وتطبيق مشاركات في إطار التعليم.

## رسومها
تتراوح رسوم الجامعة الأمريكية بدبي بحسبِ ساعات معتمدة يتلقاها الطَّالب، ولكن تكلفتها تتراوح بين 50,000 درهم إلى 60,000 درهم سنويَّاً. وتحتوي الجامعة على فصلين دراسيين كاملين وفصلين صيفي.

## فعاليات
تُتيح الجامعة الأمريكي بدبي فرصاً عديدة لطلّابها في المشاركة في مختلف الفعاليات والمسابقات خارج الجامعة، نظراً إلى حاجة الطلّاب اعتماداً على نوعية تخصصاتهم وبهدف التعرّف على مؤسسات بارزة والتشبيك معها لمشاريع تُماثل اهتماماتهم ومجالاتهم ومهنهم المستقبلية.
على سبيل المثال، شارك وفاز عدد من طلّاب الهندسة من الجامعة في النسخة الخامسة (2022) من مسابقة الروبوتات الصناعية السنوية التي تنظمها شركة الإمارات العالمية للألمنيوم، وهي تحدّي بين طلبة الجامعة ومؤسسات التعليم العالي في الإمارات لتصميم وبناء روبوتات صناعية لاستخدامها في مصاهر الألمنيوم التابعة لشركة الإمارات العالمية للألمنيوم.
بينما شارك طلّاب في الهندسة المعمارية في تحدي أطلقته شركة ماجد الفطيم لمشاريع المدن المتكاملة  في سياق مسابقة لتصميم (كلوب هاوس) "حي علايا" بدورتها الثالثة والتي تم إطلاقها بالتعاون مع الجامعة نفسها. حيث حصل الطلّاب على درجات علمية إضافية.
واستقبل مسرح الجامعة عدداً من الفعاليات الثقافية. ففي 20 مايو 2023، استضاف المسرح حفلاً موسيقياً نظمته منصة (نحكي فلسطيني)، بإدارة الإعلاميّة الفلسطينية، ميسون عزّام، بهدف إحياء الذكرى الأولى لمقتل الإعلاميّة الفلسطينيّة، شيرين أبو عاقلة.
إلى ذلك، نظمت الجامعة مسابقة التقرير الصحفي بعنوان (الإمارات. أجمل شتاء في العالم) باللغة العربيّة أو الإنجليزية، لطلبة الصف الثاني عشر في المدارس، في ضوء حرص الجامعة على طرح المسابقة كلّ عام لتحفيز الطلبة ودعمهم 

## أنظر أيضاً
- جامعة ولونغونغ في دبي
- الجامعة الأمريكية (قاهرة)
- الجامعة الأمريكية في بيروت
- الجامعة الأمريكية (الشارقة)